# Maur Neumann van Padang
Maur Neumann van Padang (Padang Panjang, 18 april 1894 – Den Haag, 10 juni 1986) was een Nederlandse vulkanoloog.

## Biografie
Neumann van Padang werd in 1894 in Padang Panjang, aan de westkust van Sumatra, Indonesië, in het voormalige Nederlands-Indië, geboren als Maur Neumann. Zijn vader Joseph Bernard Neumann (1853–1927) was een Indische ambtenaar en bestuurder, die van 1901 tot 1906 resident was in de Lampongsche districten met residentieplaats Telok-Betoeng (tegenwoordig deel van Bandar Lampung).
In 1906 vertrok hij met zijn ouders naar Nederland. In 1913 begon hij in Delft aan de studie civiele techniek. Tijdens de Eerste Wereldoorlog vervulde hij zijn dienstplicht. Vanaf 1918 studeerde hij in Delft en Berlijn mijnbouwkunde. In 1924 promoveerde hij op een vulkanologisch onderwerp met betrekking tot Sauerland, waarna hij in Griekenland verbleef om de vulkaan Santorini te bestuderen.
In 1927 kreeg hij een betrekking in Nederlands-Indië bij de Geologische Dienst. In het kader van deze aanstelling bezocht hij alle vulkanisch actieve delen van de Archipel, o.a. de Merapi en de Krakatau. Tijdens de Tweede Wereldoorlog werd hij geïnterneerd en vanaf 1946 woonde hij weer in Nederland. In 1950 werd hem door prof. Escher verzocht om het werk voort te zetten aan de door A. Lacroix begonnen catalogus van alle actieve vulkanen van de wereld. Het manuscript en de bijbehorende aantekeningen berusten in het archief van Naturalis Biodiversity Center in Leiden.

## Beknopte bibliografie
- Het Diëng gebergte, in: De Tropische Natuur, vol. Jubileumnummer (1928), nr. 1, p. 27-36.
- Obsidian of Goenoeng Kiamis (excursion guide), 1929.
- Over de Merapi uitbarsting 1930 (een antwoord aan Kemmerling), in: Tijdschrift van het Koninklijk Nederlands Aardrijkskundig Genootschap (1932), 17 p.
- De uitbarsting van de Merapi (Midden-Java) in den jaren 1930-1931, Bd. 12 Vulkanologische en Seismologische Mededeelingen (1933), 135 p.
- De Krakatau voorheen en thans, in: De Tropische Natuur, vol. 22 (1933), nr. 8, p. 137-150.
- Haben bei den Ausbrüchen des Slamet-Vulkans Eruptionsregen stattgefunden?, in: Leidse Geologische Mededelingen, vol. 6 (1933), p. 79-97.
- Over eenige vulkanische uitbarstingen in Nederlandsch Indië, in: Reprint Tijdschrift Vlaamsche Ingenieurs-Vereeniging, nr. 4 (1935), 19 p.
- De erupties van de Tjerimai in 1927, in: De Tropische Natuur, vol. 27 (1938), nr. 1, p. 1-10.
- Dertig jaren vulcanologisch onderzoek in Indonesië, in: Extract Tijdschrift KNAG (II) LXVII (1950), p. 541-565.
- Catalogue of the active volcanoes of Indonesia (Catalogue of the Active Volcanoes of the world, part 1) 1951.
- Catalogue of the active volcanoes of the world including solfatara fields (10 delen) (ed.). Napels, International Volcanological Association, 1967.
- History of the vulcanology in the former Netherlands East Indies, in: Scripta Geol. 71 (1983), 1-76.
- P. Hedervari, Catalog of submarine volcanoes and hydrological phenomena associated with volcanic events, 1984 (onder medewerking van Neumann van Padang).

- Gemeinsame Normdatei: 116983426
- International Standard Name Identifier: 0000 0000 1067 2733
- Virtual International Authority File: 77081786